# Nambak
Nambak is een bestuurslaag in het regentschap Ponorogo van de provincie Oost-Java, Indonesië. Nambak telt 2073 inwoners (volkstelling 2010).